# Oleksandr Bohomolez

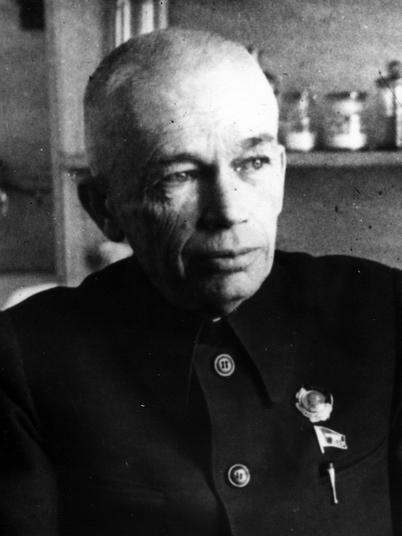
Oleksandr Bohomolez

Oleksandr Oleksandrowytsch Bohomolez (ukrainisch Олександр Олександрович Богомолець, russisch Александр Александрович Богомолец, * 12. Maijul. / 24. Mai 1881greg. in Kiew, Gouvernement Kiew, Russisches Kaiserreich; † 19. Juli 1946 in Kiew, Ukrainische SSR) war ein ukrainischer Pathophysiologe und der Begründer der pathophysiologischen Wissenschaft in der Ukraine. Seine wissenschaftliche Arbeit widmete er der Geronto-, Onko-, Immuno-, Allergo-, Endokrino- und Hämatologie.
Bohomolez war Präsident der Akademie der Wissenschaften der Ukrainischen SSR, Mitglied der Akademie der Wissenschaften der Weißrussischen SSR und der Akademie der Wissenschaften der UdSSR sowie unter anderem Entwickler von Anti-Reticular Cytotoxic Serum und Autor zahlreicher Werke beispielsweise über Endokrinologie und Stoffwechselstörungen.

## Biografie
Bohomolez kam im Lukjaniwska-Gefängnis in Kiew zur Welt, nachdem seine Mutter Sofija Bohomolez, kurz vor seiner Geburt, wegen politischer Aktivität dort inhaftiert worden war.
1906 promovierte er an der medizinischen Fakultät der Universität Noworossijsk mit Auszeichnung. 1910 war er Assistenzprofessor am Lehrstuhl für Pathologische Physiologie an der Universität Odessa. 1911 ließ er sich an der Sorbonne in Paris weiter ausbilden und von 1911 bis 1925 war er Professor für Allgemeine Pathologie und Bakteriologie an der Universität Saratow. Zwischen 1925 und 1929 leitete Bohomolez die Abteilung für Experimentelle Pathologie an der Kommunistischen Akademie in Moskau. Von 1930 bis 1946 war er Direktor des Instituts für Experimentelle Biologie und Pathologie in Kiew sowie von 1934 bis 1946 Direktor des Instituts für Klinische Physiologie der USSR in Kiew.

## Familie
Oleksandr Bohomolez war der Sohn des, dem Tschernihiwer Zweig eines litauisch-ruthenischen Adelsgeschlechts abstammenden, Arztes und revolutionären Populisten Alexander Michailowitsch Bogomolez (Александр Михайлович Богомолец; 1850–1935) und dessen Ehefrau, der ukrainischen Revolutionärin und Leiterin einer linksradikal-populistischen Organisation, Sofija Bohomolez (Софія Миколаївна Богомолець; 1856–1892). Oleksandrs Ehefrau war die pädiatrische Neuropathologin Olha Bohomolez (Ольга Георгіївна Богомолець; 1891–1956). Der gemeinsame Sohn Oleh Bohomolez (Олег Олександрович Богомолець; 1911–1991) wurde als ukrainischer Pathophysiologe korrespondierendes Mitglied der Akademie der Wissenschaften der UdSSR und Verdienter Wissenschaftler der Ukrainischen SSR. Dessen Tochter, war die Professorin für Pathologische Anatomie an der Nationalen Medizinischen Universität Kateryna Bohomolez (Катерина Олегівна Богомолець; 1939–2013), die wiederum die Mutter der Ärztin und ukrainischen Politikerin Olha Bohomolez (* 1966) war.

## Ehrungen
Bohomolez erhielt unter anderem  1940 den Lenin-Orden, 1944 den Orden des Roten Banners der Arbeit und den Orden des Vaterländischen Krieges 2. Klasse. Des Weiteren wurde ihm 1941 der Stalinpreis verliehen, 1943 wurde er zum Verdienten Wissenschaftler der UdSSR und 1944 zum Held der sozialistischen Arbeit ernannt. 1971 wurde eine sowjetische Briefmarke mit seinem Konterfei herausgegeben. Die Nationale Medizinische Universität der Ukraine in Kiew und mehrere Straßen in der Ukraine wurden nach ihm benannt.

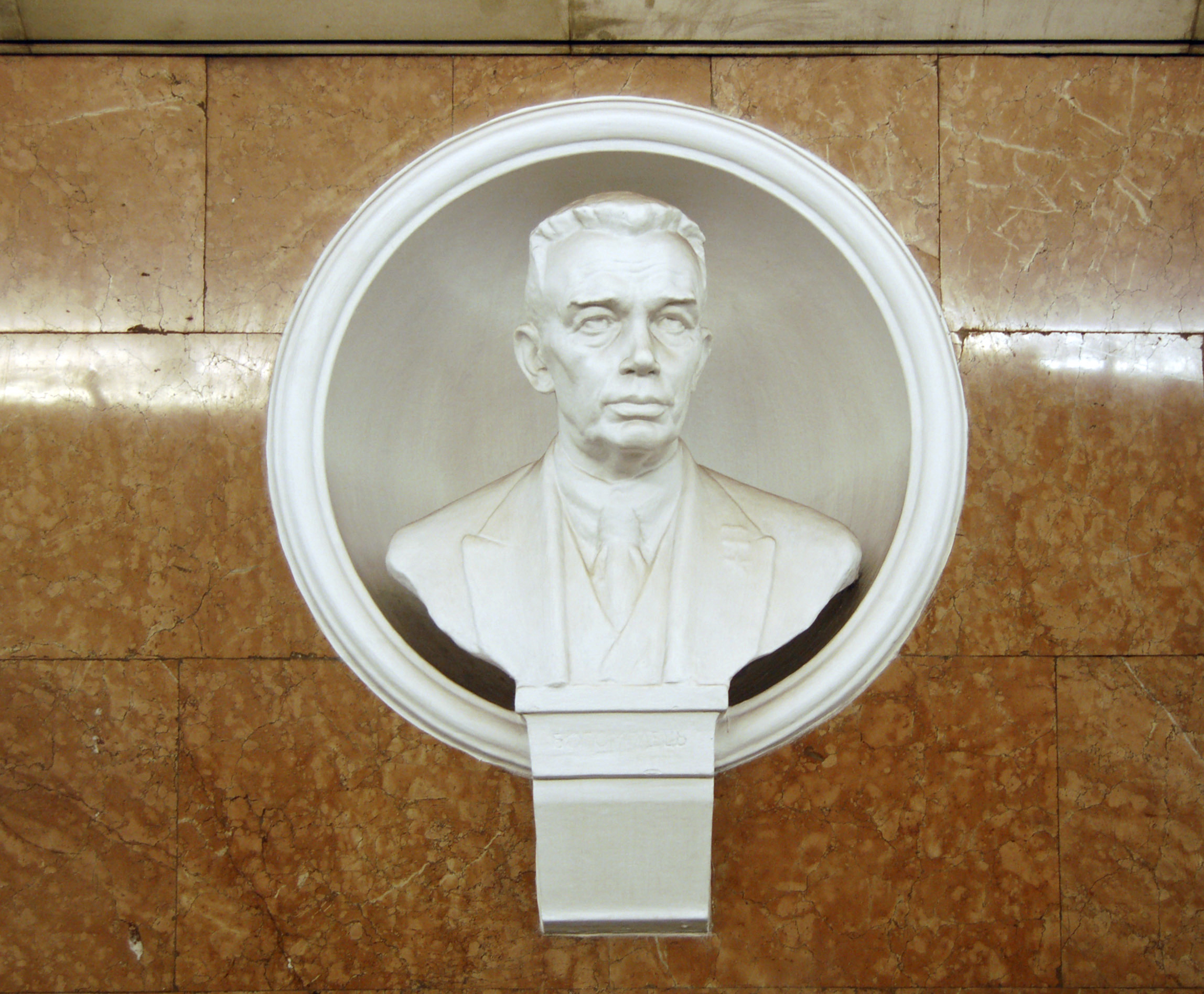
Büste von Bohomolez in einer Metro-Station in Kiew
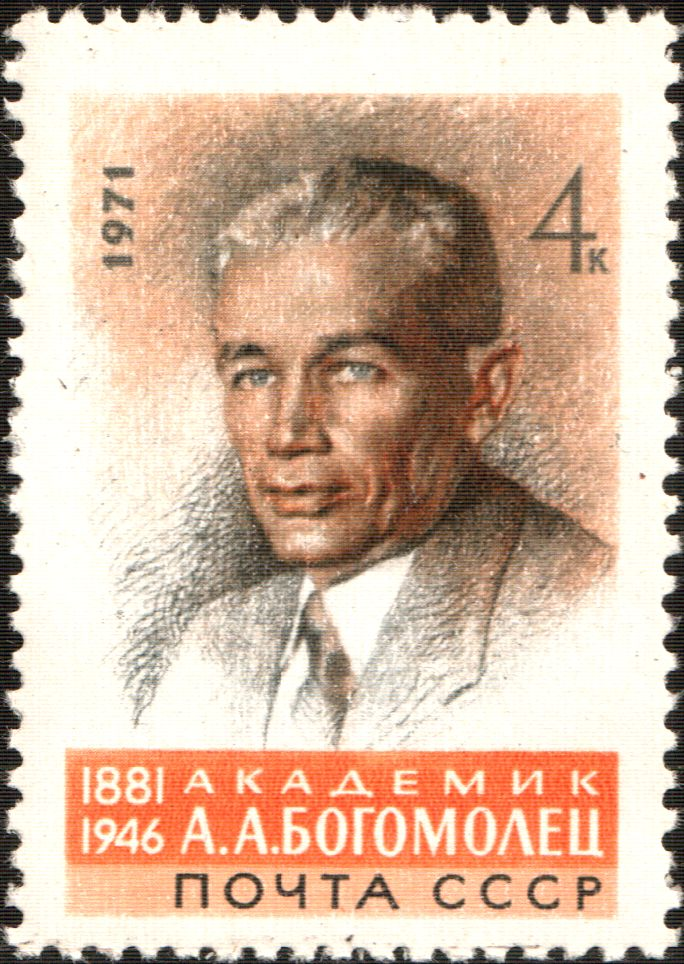
Sowjetische Briefmarke zu Ehren von Bohomolez aus dem Jahr 1971